# Тэмпуку
Тэмпуку (яп. 天福 тэмпуку) — девиз правления (нэнго) японского императора Сидзё, использовавшийся с 1233 по 1234 год .

## Продолжительность
Начало и конец эры:
- 15-й день 4-й луны 2-го года Дзёэй (по юлианскому календарю — 25 мая 1233);
- 5-й день 11-й луны 2-го года Тэмпуку (по юлианскому календарю — 27 ноября 1234).

## Происхождение
Название нэнго было заимствовано из классического древнекитайского сочинения Шу цзин:「政善天福之」.

## События
даты по юлианскому календарю
- 1233 год (1-я луна 1-го года Тэмпуку) — сёгун Кудзё Ёрицунэ получил титул тюнагон[5];
- 1233 год (середина осени 1-го года Тэмпуку) — выдающийся японский мыслитель Догэн написал «Гэндзё коан» (яп. 現成公案 Проявление изначального, присущего всему состояния);
- 1234 год (5-я луна 2-го года Тэмпуку) — скончался император Тюкё;
- 1234 год (8-я луна 2-го года Тэмпуку) — скончался император Го-Хорикава;

## Сравнительная таблица
Ниже представлена таблица соответствия японского традиционного и европейского летосчисления. В скобках к номеру года японской эры указано название соответствующего года из 60-летнего цикла китайской системы гань-чжи. Японские месяцы традиционно названы лунами.
| 1-й год Тэмпуку (Водяная Змея)      | 1-я луна        | 2-я луна* | 3-я луна  | 4-я луна  | 5-я луна* | 6-я луна* | 7-я луна  | 8-я луна*  | 9-я луна    | 10-я луна* | 11-я луна  | 12-я луна*    |
| ----------------------------------- | --------------- | --------- | --------- | --------- | --------- | --------- | --------- | ---------- | ----------- | ---------- | ---------- | ------------- |
| Юлианский календарь                 | 11 февраля 1233 | 13 марта  | 11 апреля | 11 мая    | 10 июня   | 9 июля    | 7 августа | 6 сентября | 5 октября   | 4 ноября   | 3 декабря  | 2 января 1234 |
| 2-й год Тэмпуку (Деревянная Лошадь) | 1-я луна        | 2-я луна* | 3-я луна  | 4-я луна  | 5-я луна* | 6-я луна  | 7-я луна* | 8-я луна   | 9-я луна*   | 10-я луна  | 11-я луна* | 12-я луна     |
| Юлианский календарь                 | 31 января 1234  | 2 марта   | 31 марта  | 30 апреля | 30 мая    | 28 июня   | 28 июля   | 26 августа | 25 сентября | 24 октября | 23 ноября  | 22 декабря    |

* звёздочкой отмечены короткие месяцы (луны) продолжительностью 29 дней. Остальные месяцы длятся 30 дней.